# Кравинкель-Сперлинг, Хильда

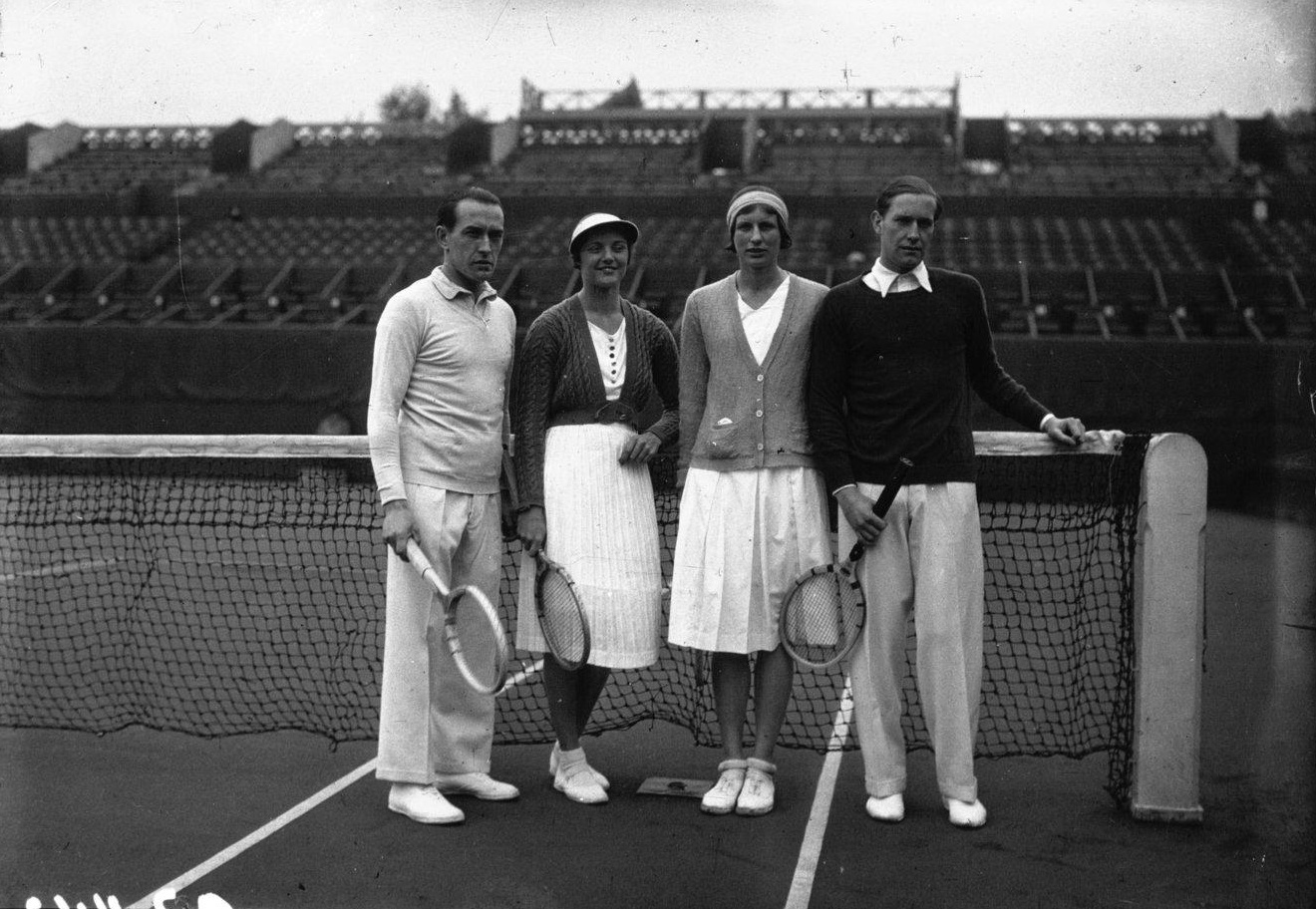
Участники чемпионата Франции 1932 года, слева направо: Анри Коше, Эйлин Беннетт-Уиттингстолл, Хильда Кравинкель, Готфрид фон Крамм

Хильдегард (Хильда) Кравинкель (нем. Hildegard 'Hilde' Krahwinkel, в замужестве Сперлинг, Sperling; 26 марта 1908, Эссен, Германская империя — 7 марта 1981, Хельсингборг, Швеция) — немецкая  и датская теннисистка, вторая ракетка мира в 1936 году.
- Трёхкратная чемпионка Франции в одиночном разряде (1935—1937)
- Победительница Уимблдонского турнира 1933 года в смешанном парном разряде
- Семикратная чемпионка Германии в 1933-39 годах
- В общей сложности победительница 153 национальных и международных турниров в различных разрядах за карьеру
- Член Международного зала теннисной славы с 2013 года

## Игровая карьера
Хильда Кравинкель родилась в Эссене (Германская империя) в 1908 году. С детства увлеклась теннисом, тренируясь в эссенском «Шварц-Вайсс-клубе», а с 1927 года в местном клубе ЭТуФ.
С 1930 года Кравинкель на протяжении десяти лет постоянно попадала в список десяти сильнейших теннисисток планеты, традиционно составляемый в конце сезона теннисными обозревателями газеты Daily Telegraph. В этом году она в паре с немецким евреем Даниэлем Пренном впервые в карьере вышла в финал одного из четырёх престижнейших мировых турниров, в будущем получивших название Большого шлема. Это произошло на Уимблдонском турнире, где через год Кравинкель сыграла, уже в одиночном разряде, в единственном в его истории чисто немецком женском финале, проиграв Цилли Ауссем. В 1933 году она снова вышла в финал смешанных пар на Уимблдоне, где теперь её партнёром был барон Готфрид фон Крамм, и наконец одержала победу. С этого года началась серия её побед на чемпионате Германии, продлившаяся до 1939 года и остававшаяся рекордной до 1990-х годов, когда Штеффи Граф стала девятикратной чемпионкой Германии.
В 1935 году Кравинкель, к этому моменту вышедшая замуж за датчанина Свена Сперлинга и взявшая фамилию мужа, завоевала свой первый титул на турнирах Большого шлема в одиночном разряде, переиграв в финале чемпионата Франции хозяйку корта Симону Матьё. С этой же соперницей она встречалась в финале этого турнира и в следующие два года, оба раза победив. Помимо неё, только три спортсменки в истории выигрывали чемпионат Франции (а позже Открытый чемпионат Франции) три года подряд: Хелен Уиллз-Муди в 1928—30 годах, Моника Селеш в 1990—92 годах и Жюстин Энен в 2005—07 годах. В 1935 году Кравинкель-Сперлинг побывала в финалах чемпионата Франции и Уимблдонского турнира в женском парном разряде, проиграв в обоих, а в 1936 году дошла во второй раз за карьеру до финала Уимблдонского турнира в одиночном разряде, уступив там Хелен Халл-Джейкобс, и по итогам года заняла в рейтинге Daily Telegraph второе место.
Прерванная на время Второй мировой войны международная теннисная карьера Хильды Кравинкель-Сперлинг продолжалась ещё несколько лет после её окончания, вплоть до 1952 года, и включала ряд побед на чемпионатах скандинавских стран между 1948 и 1950 годами. В общей сложности за карьеру она выиграла 123 турнира в разных разрядах на национальном и международном уровне. В 2013 году имя Хильды Кравинкель-сперлинг было внесено в списки Международного зала теннисной славы вместе с именами ещё пяти знаменитых теннисистов прошлого. Это было сделано в соответствии с особым решением Комитета по увековечению Международного зала теннисной славы.

## Стиль игры
Билл Тилден в 1938 году писал о Хильде Сперлинг, к этому времени уже выигравшей три чемпионата Франции: 
Это одна из лучших в мире теннисисток, но при этом самая беспомощно выглядящая из всех, кого я видел. Её игра исключительно неуклюжа и состоит из уродливых нестандартных ударов с отскока, без смэшей и ударов с лёта, и тем не менее её успехи остаются самыми стабильными в женском теннисе с 1934 года. Она живое доказательство великой теннисной истины, гласящей, что для победы в матче важно где и когда вы ударяете по мячу, а не как вы это делаете.
 Соперница Сперлинг в Уимблдонском финале 1936 года, Хелен Халл-Джейкобс, также пишет о её несуразной манере игры, при которой удар открытой ракеткой обычно начинался где-то в районе колена из-за неудобного хвата. Это было связано с разрывом сухожилий двух пальцев правой руки, полученным Хильдой ещё в детстве, который не позволял ей держать ракетку, как другие игроки. Халл-Джейкобс пишет, что высокий рост и длинные руки были главным оружием Сперлинг: ширину корта она пересекала в три шага, тогда как другим теннисисткам нужно было пять, а свечки против неё надо было играть на такую глубину, чтобы не мог дотянуться средний теннисист-мужчина.

## Финалы турниров Большого шлема за карьеру

### Одиночный разряд (3+2)
| Результат | Год  | Турнир                | Покрытие | Соперница в финале  | Счёт в финале |
| --------- | ---- | --------------------- | -------- | ------------------- | ------------- |
| Поражение | 1931 | Уимблдонский турнир   | Трава    | Цилли Ауссем        | 2-6, 5-7      |
| Победа    | 1935 | Чемпионат Франции     | Грунт    | Симона Матьё        | 6-2, 6-1      |
| Победа    | 1936 | Чемпионат Франции (2) | Грунт    | Симона Матьё        | 6-3, 6-4      |
| Поражение | 1936 | Уимблдонский турнир   | Трава    | Хелен Халл-Джейкобс | 2-6, 6-4, 5-7 |
| Победа    | 1937 | Чемпионат Франции (3) | Грунт    | Симона Матьё        | 6-2, 6-4      |

### Женский парный разряд (0+2)
| Результат | Год  | Турнир              | Покрытие | Партнёрша    | Соперницы в финале         | Счёт в финале |
| --------- | ---- | ------------------- | -------- | ------------ | -------------------------- | ------------- |
| Поражение | 1935 | Чемпионат Франции   | Грунт    | Ида Адамофф  | Пегги Скривен Кэй Стаммерс | 4-6, 0-6      |
| Поражение | 1935 | Уимблдонский турнир | Трава    | Симона Матьё | Фреда Джеймс Кэй Стаммерс  | 1-6, 4-6      |

### Смешанный парный разряд (1+1)
| Результат | Год  | Турнир              | Покрытие | Партнёр           | Соперники в финале           | Счёт в финале |
| --------- | ---- | ------------------- | -------- | ----------------- | ---------------------------- | ------------- |
| Поражение | 1930 | Уимблдонский турнир | Трава    | Даниэль Пренн     | Элизабет Райан Джек Кроуфорд | 1-6, 3-6      |
| Победа    | 1933 | Уимблдонский турнир | Трава    | Готфрид фон Крамм | Мэри Хили Норман Фаркуарсон  | 7-5, 8-6      |